# No sé cómo te atreves
«No sé cómo te atreves» es el sencillo adelanto del álbum de Los Planetas Una ópera egipcia, editado el 2 de marzo de 2010 en descarga digital.
La canción es un dúo entre el cantante del grupo, J, y la solista Ana Fernández-Villaverde, conocida artísticamente como La Bien Querida, si bien en un principio la canción estaba pensada para Christina Rosenvinge.
El tema está inspirado en duetos como el que hacen Hope Sandoval (Mazzy Star) y Jim Reid (Jesus and  Mary Chain) en Sometimes Always, el primer sencillo del Stoned & Dethroned que la banda escocesa publicó en 1994. Según J también existe una temática parecida a No sé cómo te atreves en la canción Happy Already, publicada por Sportsguitar en su disco homónimo de 1998.
El video musical de la canción fue dirigido por el mexicano Alejandro Romero, más conocido como Chicle, director de vídeos para, entre otros, Julieta Venegas, Molotov o The One AM Radio.

## Lista de canciones
1. «No sé cómo te atreves» (radio edit) 3:41

## Videoclip
El vídeo promocional fue dirigido por Alejandro Romero.